# Angelo Saponara
Angelo Saponara (Lagosta, 1934 – Modugno, 15 dicembre 2010) è stato un fotografo italiano.

## Biografia
Approdato alla fotografia sin dall'adolescenza, Angelo Saponara aprì il suo studio fotografico nei primi anni Sessanta rimanendo attivo fino agli inizi del nuovo millennio. 
Nella sua cinquantennale attività Saponara si è occupato di molti aspetti della società appulo-lucana, procedendo per serie fotografiche: in primo luogo la serie dedicata alla devozione popolare (chiese, santuario, fedeli, processioni, riti, confraternite, ex voto, santi, madonne), poi il ciclo delle feste (luminarie, bande, venditori ambulanti, acquirenti, madonnari, fuochi d'artificio), successivamente il ciclo dedicato all'artista di strada Piripicchio e infine le serie dei santi nella pubblicità, i paesaggi (cielo, terra, mare), la vegetazione, gli ulivi, i manufatti e attrezzi agricoli, gli antichi mestieri, i giochi di strada, le abitazioni, i prodotti locali, i piatti tipici. Angelo Saponara morì il 15 dicembre 2010 a Modugno, all'età di 76 anni.

## Attività artistica
La sua attività artistica può essere inserita all'interno di una corrente artistica formata da fotografi attivi soprattutto in area pugliese come Nicola Amato, Franco Pinna, Mimmo Jodice e Mario Giacomelli: non a caso l'ambito privilegiato da questi fotografi è quello contadino (i suoi tempi, i suoi cicli), molto frequentato anche dall'attività di Angelo Saponara.
Le tecniche utilizzate furono la fotografia in bianco e nero, la fotografia a colori e il viraggio seppia o azzurro. 
Oltre a varie mostre nazionali e internazionali, ha realizzato numerose pubblicazioni di carattere locale, nazionale e internazionale. Fu anche autore di calendari (nel 2001 e nel 2002) e di copertine di LP. Nel 1977 è stato segnalato da Umbro Apollonio nel catalogo nazionale d'arte Bollaffi, nel 1985 ha ricevuto il premio di cultura pugliese Renoir. L'opera artistica di Angelo Saponara fu del resto spesso utilizzata in ambito accademico per studi di carattere storico, artistico e antropologico riguardanti la Puglia, o come supporto iconografico per pubblicazioni di carattere scientifico.